# 尊属殺重罰規定違憲判決
- 尊属殺重罰規定違憲判決[1]
- 尊属殺違憲判決[2]
- 尊属殺重罰規定判決[3]

尊属殺重罰規定違憲判決（そんぞくさつじゅうばつきていいけんはんけつ）とは、1973年（昭和48年）4月4日に日本の最高裁判所が刑法第200条（尊属殺）の重罰規定を憲法第14条（法の下の平等）に反し無効とした判決である。最高裁判所が法律を「違憲」と判断した最初の判例（法令違憲判決）である。
この裁判の対象となった事件は、1968年に栃木県矢板市で当時29歳の女性が、自身に対する長年の性的虐待に耐えかねて当時53歳の実父を殺害した事件で、「栃木実父殺し事件」「栃木実父殺害事件」などと呼ばれる。本事件では被告人に酌量するべき事情があったが、尊属殺人と捉えた場合は執行猶予を付すことができなかった。そこで最高裁判所は、尊属殺人罪の規定自体は合憲としつつ、執行猶予が付けられないほどの重罰規定は違憲であると判断した。

## 事件の概要
被告人の女性A（当時29歳）は、14歳の時から実父B（当時53歳）によって性的虐待を継続的に受けていた。近親相姦を強要されて父娘の間で5人の子供を出産し、夫婦同然の生活を強いられていた。逃げ出せば暴力によって連れ戻され、やがて逃げることも諦めるようになった。また、自分が逃げることで同居していた妹が同じ目に遭う恐れがあったため、逃亡がためらわれた。
そうした中、女性Aにも職場で相思相愛の相手が現れ、正常な結婚をする機会が巡ってきた。その男性と結婚したい旨を実父Bに打ち明けたところ、実父Bは激怒し、女性Aを自宅に監禁した。その間にも実父Bは女性Aに性交を強要した上、罵倒するなどした。
監禁10日目の1968年10月5日、実父Bはもし家を出るなら女性Aや子供らを殺害すると叫びながら女性Aに襲いかかった。女性Aは、これまでの苦悩・実父との関係を断ち切り、この窮地を脱して世間並みの結婚をする自由を得るためには、もはや実父Bを殺害するほか術はないと考えた。そしてとっさに枕元にあった腰紐を取り、実父Bを絞殺するにいたった。

## 尊属殺における宣告刑
尊属殺人罪（刑法第200条）は、父母・祖父母などの直系尊属を殺害した場合における、普通殺人罪の加重罪であった。その法定刑は「死刑または無期懲役」しかなく、普通殺人罪（刑法第199条）が定める法定刑に比べて極めて重たかった。
なお、尊属殺人罪の違憲審査は本件が初めてではない。1950年10月11日の最高裁大法廷において、熾烈な議論の末、尊属殺加重刑罰は「人倫の大本、人類普遍の原理」であるとして13対2で合憲と判決が下されている。また、同年10月25日の最高裁判決で、改めて尊属殺加重刑罰が合憲と下された。その後も年平均34件の尊属殺加重刑罰規定を合憲とする判断が積み上がっていた。

### 執行猶予の不可
裁判所は、刑法典に規定された法定刑の範囲の刑を元にして、2回の加重減軽を加えたのち、宣告刑を言い渡す。尊属殺人罪の場合は、最大で次の通りに減軽される
1. まず、法定刑のうち最も軽い無期懲役を基礎として、被告人の心神耗弱による減軽（法律上の必要的減軽、刑法第39条第2項[注 3]）を加える。すると、刑法第68条[注 4]により、無期懲役は懲役7年となる。
2. ついで、情状酌量による減軽（酌量減軽、刑法第66条[注 5]）を加えると、懲役7年は懲役3年6月となる。

以上より、最大限に減軽しても懲役3年6月が宣告刑の下限となる。執行猶予を付すには、宣告刑が懲役3年以下でなければならない（刑法第25条）から、このままでは、本件被告人には執行猶予を付せないことになる。

## 裁判

### 弁護の受任
本件被告人の弁護人は、宇都宮市内で事務所を構える大貫大八が務めた。ただし大貫大八は高裁判決後にガンで倒れたため、最高裁からは養子の大貫正一が引き継いだ。
報酬はカバン一杯のジャガイモだった。大貫正一はその後のインタビューで、「貧しいお家だったから、お金なんて取れないですよ。ジャガイモはちゃんと美味しくいただきましたよ」、「オヤジも私もこらあえらい事件だと思った。これが実刑になったら大変だ。だって、可哀想じゃないか……実刑を逃れるには、200条を憲法違反にして無効にするしかない、と。合憲判決は高く厚く積み上がってましたからね、大きな挑戦でした」と述懐している。

### 弁護人の主張
大貫らは、刑法第200条の違憲性を主張するとともに、傷害致死罪や正当防衛、緊急避難、過剰防衛などの見地からも主張を行った。
また、本件の異常さ・悲惨さを裁判官や傍聴者に伝えるべく、事件の詳細をできるだけ細かく語るよう女性Aに頼みかけた。生い立ちから始まり、父親から初めて関係を迫られた日のことなど、事件に至るまでの経緯を女性Aが語るうち、本人の目からも自然と涙がこぼれた。法廷は水を打ったように静まり返ったという。
最高裁大法廷（旧庁舎）で大貫正一が行った口頭弁論は、山口和史や神田憲行により名演説であると評されている。以下に一部を抜粋する。

### 裁判所における判断
上記の観点を元にして、各審級の裁判所は以下のように異なる判断を下した。
- 一審の宇都宮地方裁判所は、刑法200条を違憲とし、刑法199条（殺人罪）を適用した上で、情状を考慮し過剰防衛であったとして刑罰を免除した。
- 二審の東京高等裁判所は、同条は合憲とし、その上で最大限の減軽を行い、かつ未決勾留期間の全てを算入して、懲役3年6月の実刑を言い渡した。
- 終審の最高裁判所大法廷は、従来の判例を変更し同条を違憲と判断した上で、刑法199条を適用し懲役2年6月、執行猶予3年を言い渡した。

最高裁判決の多数意見は、尊属殺人罪を普通殺人罪と別途に設けること自体は違憲とせず、執行猶予が付けられないほどの重罰しか規定しないことを違憲とするものであった。
本判決は大法廷で審理され、15名の裁判官による判決であるが、下田武三のみは、尊属殺に関する法定刑の加重の程度は立法府の判断に委ねるべきこととして、同規定を違憲とする結論に反対している。また、6名が違憲との結論に賛成し、なおかつ尊属殺人罪自体も違憲としている。

## 他の二件
本件の最高裁判決と同日の4月4日に、秋田県大館市での姑に対する尊属殺人未遂事件と、奈良県橿原市での養父に対する尊属殺人事件に判決が下り、秋田県の事件は懲役2年執行猶予3年、奈良県の事件は懲役2年6か月実刑に減刑となった。

## 評価・説明
本件の最高裁判決日に行われていた刑法学会では、違憲立法審査権の発動を評価する声が多かった。また、1950年（昭和25年）の合憲判決を下した当時の最高裁判所裁判官で、合憲を主張した齋藤悠輔は判決に批判を加え、違憲を主張した真野毅は判決を評価した。
判決で目的が違憲であると主張した田中二郎自身は、戦後直後に違憲とすることに慎重な意見を示していた。また少数意見は、全体の同意を形成するより原理的な思考を展開しており、意見の立場が多様なものとなっている。
下田武三の合憲の意見に対しては、人権感覚・憲法感覚が、日本国憲法の理念とかけ離れているとの批判が加えられた。
高橋和之は、多数意見の立場から考えれば適用違憲で判決を下すことができ、そのほうが考えにより適合すると考えられなくもないが、重罰規定が平等権の侵害となるような、違憲的事例とならない合憲的事例を明確に線引きできないため、不可能だと説明している。
喜田村洋一は、最高裁昭和39年5月29日第二小法廷判決（奥野健一、山田作之助、城戸芳彦、石田和外の全員一致）や、最高裁昭和42年11月21日第三小法廷判決（田中二郎、下村三郎、松本正雄の全員一致）において、同罪を合憲と解していた3人の判事が、この判決で違憲であると突然に解釈を変えた理由については、何も明らかになっていないと述べている。また、尊属重罰規定の憲法適合性が最高裁で問題にされた例は少なく、たとえ問題にされた場合にも、尊属加重が違憲であると述べる判事は、昭和29年1月20日大法廷判決の真野毅裁判官以外に、昭和25年大法廷判決以降にはいなかった。そんな中で下されたこの判決は、異例であると述べている。ちなみにこの事件は、第二小法廷に係属したが、大法廷に回付された。
元内閣法制局長官林修三は、多数意見は苦心と妥協の産物であり、筋が通っておらず弱いとし、少数意見は一貫しているものの、孝という道徳を法律にすることは好ましくないというが、違憲を主張するには、その道徳が憲法の趣旨に合わないといわねばならないと述べ、合憲の意見は最も筋が通っているが、司法の謙抑性と違憲審査権については、書きすぎであると評価している。

## その後の経過
本件以降、法務省は刑法200条が違憲との確定判決を受けて、尊属殺でも一般の殺人罪である刑法199条を適用するよう通達を出し、親族間の殺人事件である尊属殺人罪適用対象の事案についても殺人罪が運用されるようになった。最高裁判決確定後、既に尊属殺人罪で刑務所で受刑中の者に対しては、個別恩赦により減刑された。
また、法務省は本判決を受けて、尊属に対する犯罪の加重規定のすべてを削除する法案を作成し内閣に送付したものの、自民党法務委員会のメンバーによる「判決出でて忠孝滅ぶ」などの反論に出くわして改正は頓挫し、その後も尊属殺人の規定は長らく法律の上では残り続けたが、1973年以降は適用されずに死文化され、1995年に刑法が改正（平成7年法律第91号）された際に、歴史的仮名遣から現代仮名遣いに変更されると同時に、傷害罪等他の尊属加重刑罰と共に、同条は削除された。
大貫弁護士の元には、確定判決後も元被告人の女性より連絡が届いていたが、大貫は「もう年賀状を出すのはやめなさい。年賀状を私宛に書くたびに、あなたは事件のことを思い出している。一刻も早くすべてを忘れて、あなたの人生を生きなさい」と返事を出し、新しい人生を歩んで大貫弁護士自体を忘れるよう促した。以後、女性は連絡を絶っている。